# Eugênio de Araújo Sales
Eugênio de Araújo Sales, brazilski rimskokatoliški duhovnik, škof in kardinal, * 8. november 1920, Acarì, Brazilija, † 9. julij 2012, Rio de Janeiro, Brazilija.

## Življenjepis
21. novembra 1943 je prejel duhovniško posvečenje.
1. junija 1954 je postal pomožni škof Natala in naslovni škof Thibice; 15. avgusta istega leta je prejel škofovsko posvečenje.
9. januarja 1962 je bil imenovan za apostolskega administratorja Natala, 9. julija 1964 za apostolskega administratorja São Salvadorja da Bahia in 29. oktobra 1969 za nadškofa São Salvadorja da Bahia.
28. aprila 1969 je bil povzdignjen v kardinala in imenovan za kardinal-duhovnika S. Gregorio VII.
Med 13. marcem 1971 in 25. julijem 2001 je bil nadškof São Sebastiãoja do Rio de Janeiro in med 22. julijem 1972 in 3. oktobrom 2001 je bil škofje Brazilije za verujoče vzhodnih obredov.